# 댐즐 (2024년 영화)
《댐즐》(영어: Damsel)은 2024년 공개된 미국의 다크 판타지 영화로, 후안 카를로스 프레스나디요가 감독을 맡았다. 밀리 보비 브라운, 레이 윈스턴, 닉 로빈슨, 쇼레 아그다슐루, 앤절라 배싯, 로빈 라이트 등이 출연하였다. 제목은 서구권 서사 구성 장치 전형 중 하나인 댐즐 인 디스트레스를 가리킨다.

## 줄거리
어느 북부 지역 영주의 딸 엘로디는 이저벨 여왕이 아들 헨리 왕자와 결혼할 것을 제안하자 신부값으로 빈곤에 시달리는 백성들을 돕기 위해 청혼을 받아들인다. 새어머니 레이디 베이퍼드는 남편 베이퍼드 경이 이저벨 여왕과 수상한 거래를 했다고 의심하고 약혼을 끝내기 위해 엘로디를 설득해보지만 이미 헨리 왕자와 가까워진 엘로디는 듣지 않는다.
결혼식에서 이저벨 여왕은 수백 년 전 오리아 초대 국왕이 용과 평화 유지 계약을 맺고 세 딸을 희생한 얘기를 들려준다. 이를 기념하는 전통 의식 일환으로 엘로디와 헨리가 산에 들어가 각자 손바닥을 칼로 베고 손을 맞잡은 뒤 헨리가 엘로디를 들어올린 채 걸어나간다.
그런데 헨리 왕자는 미안하다고 속삭이더니 엘로디를 낭떠러지로 던져버린다.
자신이 희생 제물로 팔려왔음을 깨달은 엘로디는 예전 희생자들이 벽에 남긴 지도를 따라가지만 막다른 절벽에 다다른다. 이때 뒤늦게 후회한 베이퍼드 경이 구조대를 이끌고 나타나 용과 싸우다 전멸하고, 엘로디는 남은 말을 타고 도망친다.
대체 희생 제물이 필요해진 이저벨 여왕은 엘로디의 동생 플로리아를 납치하고, 엘로디는 동생을 구하기 위해 다시 산으로 향한다.
엘로디는 용에게 자신과 용 둘 다 오리아인들에게 속았다고 설명한다. 원래 계약대로라면 오리아 왕가 후손을 제물로 바쳐야 하지만 오리아인들은 이를 피하기 위해 결혼식 때 신부가 왕가 인물과 피가 흐르는 손바닥을 맞대게 하여 왕실 피가 신부 몸에 섞여 들어가게 함으로써 용이 이 냄새를 맡고 신부를 왕가 혈통으로 착각하게끔 속여왔던 것이다. 용은 초대 왕이 아무 이유 없이 침입하여 세 아이들을 살해했고, 이에 복수하고자 후손을 세 명씩 바치게 했음을 밝힌다.
용은 오리아국 왕궁 상공에 나타나 그간 무관계한 인간들을 죽이게 만든 오리아 왕가와 귀족들을 불태운다. 엘로디, 플로리아, 레이디 베이퍼드는 백성들이 혹한기를 견디게 해줄 물자를 실은 배를 타고 용과 함께 영지로 돌아간다.

## 출연
- 밀리 보비 브라운 - 엘로디 "엘리" 역
- 레이 윈스턴 - 베이퍼드 경
- 앤절라 배싯 - 레이디 베이퍼드 역
- 브룩 카터 - 플로리아 "플로어" 역
- 닉 로빈슨 - 헨리 왕자 역
- 로빈 라이트 - 이저벨 여왕 역
- 쇼레 아그다슐루 - 용 역 (목소리)